# 베이스볼 다이제스트
《베이스볼 다이제스트》(Baseball Digest)는 미국 일리노이주 에번스턴에서 그랜드 퍼블리싱이 발행하고 있는 야구 잡지이다. 미국 내에서 가장 오래되고 가장 길게 발행되고 있는 야구 잡지이다.